# 萊曼 (密西西比州)
萊曼（英語：Lyman）是位於美國密西西比州哈里森縣的普查規定居民點。

## 歷史
萊曼的郵局於1901年設立，其後於1974年停運。

## 人口
根據2020年美國人口普查的數據，萊曼的面積為20.91平方千米，當中陸地面積為20.13平方千米，而水域面積為0.77平方千米。當地共有人口2372人，而人口密度為每平方千米113人。